# 热情公路站 (莫斯科中央环线)
熱情公路站（俄語：станция Шоссе Энтузиастов）是莫斯科地鐵莫斯科中央環線的一個車站，在2016年9月啟用。

## 圖片

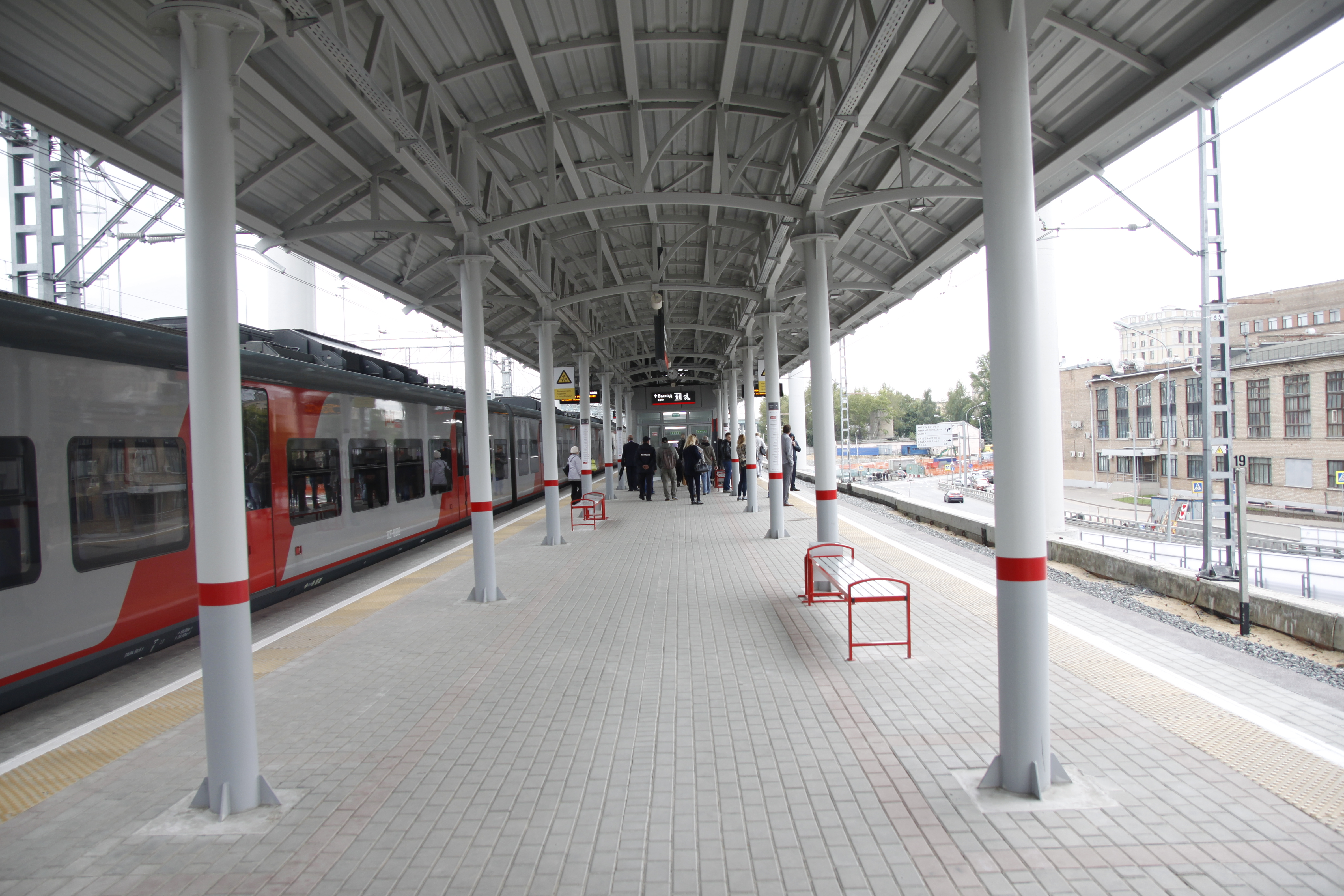
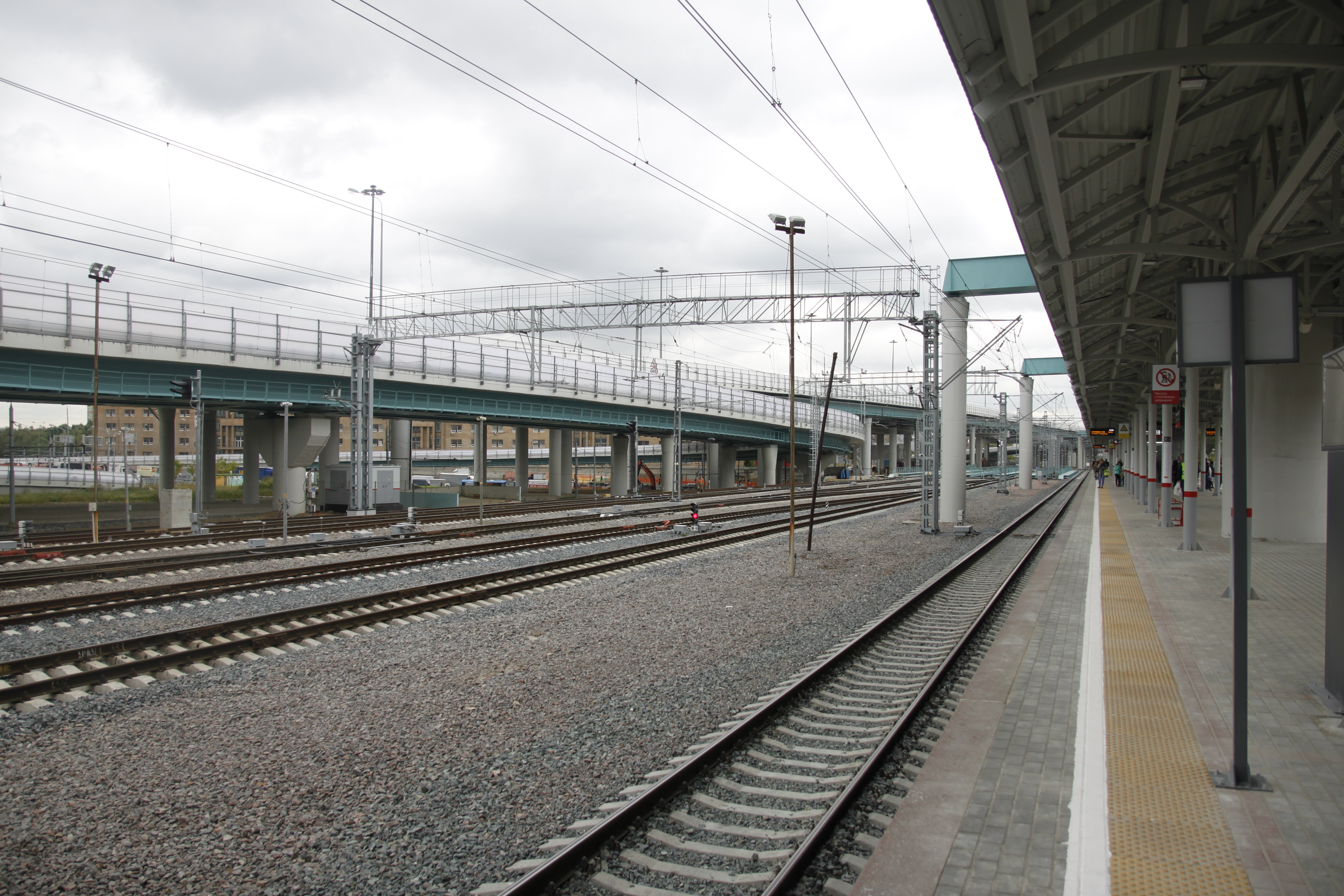
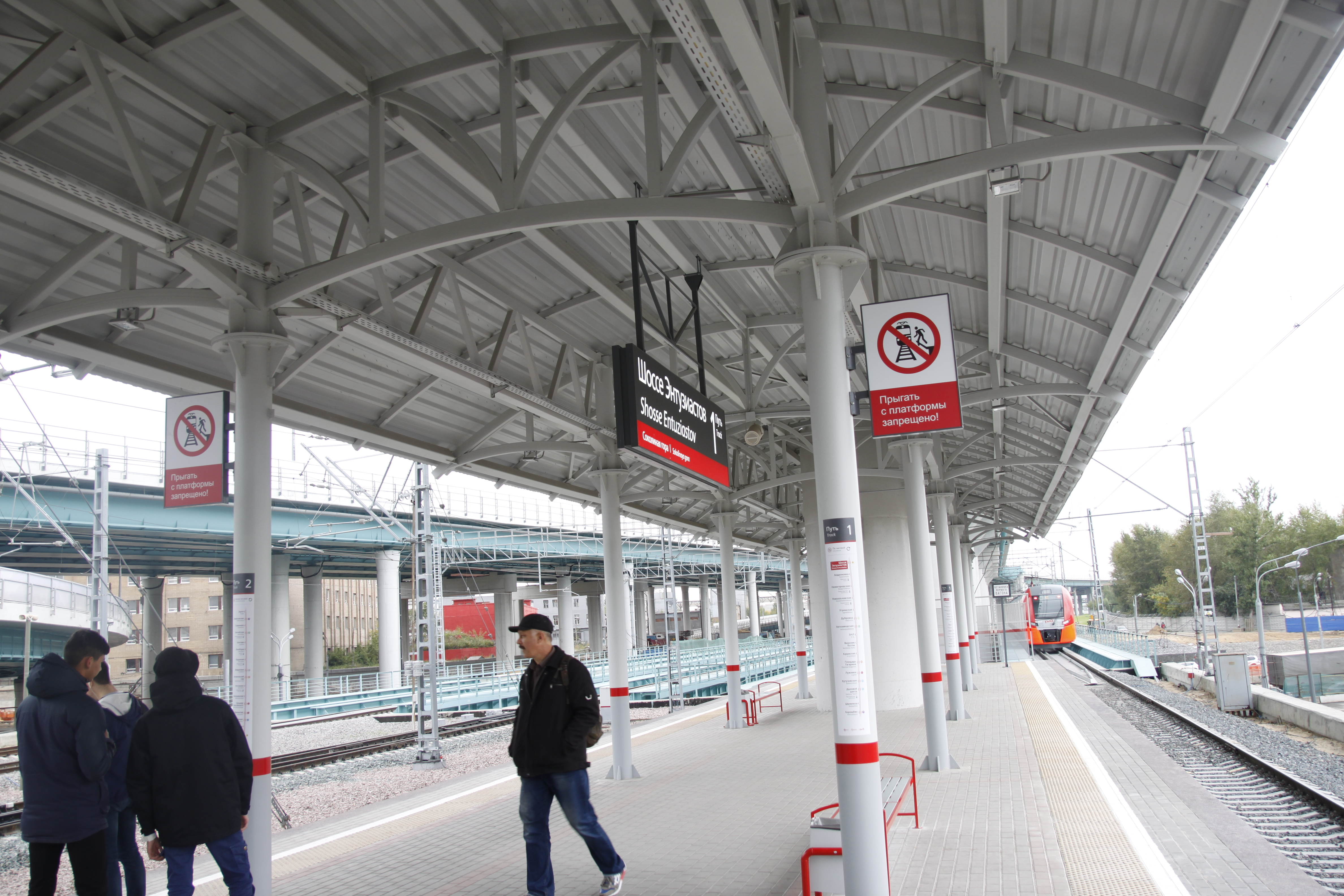

## 名稱
站名來自其所在的道路。

## 轉乘
乘客可以出站轉乘加里宁-松采沃线熱情公路站。

## 外部連結
- mkzd.ru